# Nävelsjö SK
Nävelsjö SK är en idrottsförening från det lilla samhället Nävelsjö strax utanför Vetlanda i Sverige.
Klubben bildades 1970 och hade tidigare även fotboll på programmet, men numera är klubben en ren bandyklubb. Inför säsongen 2004/2005 fick man ett fint tillskott på ledarfronten, då Vetlanda BK:s lagledare från åren då VBK blev svenska mästare, Ulf Bernström kom in i klubbens ledarstab. 
Inför säsongen 2009/2010 har föreningen slagit ihop sina lag (A och B-lag) med Skirö AIKs representationslag och bildat Skirö Nävelsjö BS.

### Fotnoter
1. ↑  Stewe Jonsson (28 maj 2009). ”Bandyhistorik”. Skirö AIK. Arkiverad från originalet den 17 april 2016. https://web.archive.org/web/20160417032829/http://www2.idrottonline.se/SkiroAllmannaIK-Bandy/Historik/Bandyhistorik/. Läst 1 april 2016.